# 691
- рік темного металевого зайця за Шістдесятирічним циклом китайського календаря.

Раннє Середньовіччя. Триває чума Юстиніана. У Східній Римській імперії продовжується правління Юстиніана II. Більшу частину території Італії займає Лангобардське королівство, деякі області належать Візантії. Франкське королівство розділене між правителями з династії Меровінгів. Іберію займає Вестготське королівство. В Англії триває період гептархії. Авари та слов'яни утвердилися на Балканах. Центр Аварського каганату лежить у Паннонії. Існують слов'янські держави: Карантанія та Перше Болгарське царство.
Омеядський халіфат займає Аравійський півострів, Сирія, Палестина, Персія, Єгипет, частина Північної Африки. У Китаї правління династії Тан перервалося оголошенням династії Чжоу. Індія роздроблена. В Японії триває період Ямато. Хазарський каганат підпорядкував собі кочові народи на великій степовій території між Азовським морем та Аралом. Відновився Тюркський каганат.
На території лісостепової України в VII столітті виділяють пеньківську й празьку археологічні культури. У VII столітті продовжилося швидке розселення слов'ян. У Північному Причорномор'ї співіснують різні кочові племена, зокрема булгари, хозари, алани, авари, тюрки.

## Події
- Франкське королівство очолив король Хлодвіг IV.
- Війська Омеядського халіфату взяли в облогу Мекку, придушуючи повстання Абдаллах ібн аз-Зубейра.
- Хариджити підняли повстання в Бахрейні.
- Завершилося будівництво Куполу Скелі в Єрусалимі.

## Померли
- Теодоріх III, король франків.